# Iona
För andra betydelser, se Iona (olika betydelser).

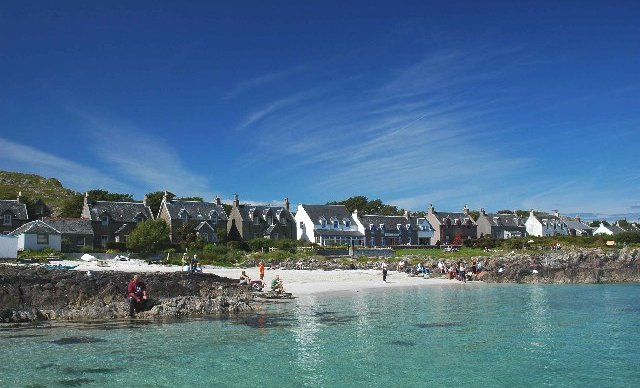
Baile Mòr, by på Iona med 125 invånare. Man ser även de berömda vita sandstränderna.

Iona (skotsk gaeliska Ì Chaluim Cille, vilket betyder St. Columbas ö) är en ö belägen i Inre Hebriderna, Skottland. Sankt Columba grundade här år 563 ett kloster som tillsammans med det tidigare byggda Whithorn kom att bli det viktigaste i landet. Härifrån spreds kristendomen till övriga delar av Skottland. Klostret förstördes under reformationen.
Kungarna av Dalriada och senare även de första kungarna av Skottland begravdes här.
Iona nås idag med färja från den betydligt större ön Mull.

## Iona Community
En ekumenisk kristen kommunitet grundades här 1938 av George MacLeod. I kommuniteten finns både kvinnor och män spridda över världen, men i första hand i Storbritannien. Kommuniteten har sitt huvudkontor i Glasgow, men majoriteten av samlingarna är på ön Iona. Här finns bland annat Iona Abbey, det medeltida klostret som återuppbyggdes 1938 på initiativ av George MacLeod.
Kommuniteten arbetar framför allt för ökad ekumenik, fred och rättvisa. Ett stort antal publikationer och sånger utges av kommunitetens publikationsgrupp, Wild Goose Publikations. Bland sångförfattare inom kommuniteten finns John L. Bell och Ian Fraser, med verk även översatta till svenska, bland annat i samlingen Psalmer och sånger.

## Panoramavy över ön och klostret

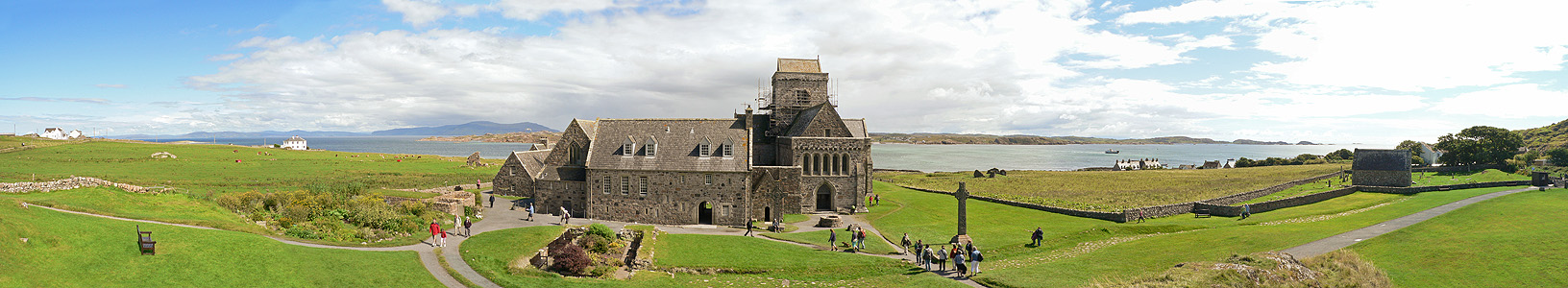
Klostret på Iona.